# مایک کافمن
مایک کافمن (به انگلیسی: Mike Coffman) نمایندهٔ حوزه انتخابیه ششم کلرادو از حزب جمهوری‌خواه ایالات متحده آمریکا در مجلس نمایندگان ایالات متحده آمریکا است که برای نخستین‌بار در ۵ ژانویه ۲۰۰۹ میلادی به‌عضویت این مجلس درآمد.